# Чешка барокна архитектура
Чешка барокна архитектура се односи на архитектонски период 17. и 18. века у Чешкој, Моравској и Чешкој Шлеској, које су чиниле Земље чешке круне и данас чине Чешку Републику.
Барокни стил је такође променио карактер чешког села (цркве и капеле у чешком селу су углавном барокне). Чешка барокна архитектура се сматра јединственим делом европске културне баштине захваљујући својој обимности и изузетности. У првој трећини 18. века Чешка (посебно Бохемија) била је једно од водећих уметничких центара барокног стила. У Бохемији је на врло оригиналан начин завршен развој радикалног барокног стила који су у Италији креирали Франческо Боромини и Гварино Гварини. Водећи архитекти чешког високог барокног стила (који се назива и радикални барок Бохемије) били су Кристоф Динценхофер, Килијан Игназ Динценхофер и Јан Блажеј Сантини-Ајхел.
Ширење барокног стила у Бохемији било је спојено са победом Католичке цркве током Тридесетогодишњег рата када је католичка црква постала једина легална црква у Краљевини Чешкој (од 1627.) и Маркгрофовији Моравији (од 1628.). Процват барокног стила у Чешкој се може видети почетком 18. века.
Многи од барокних архитеката који су радили, живели и често умирали у Чешкој су били из различитих земаља или су били страног порекла, углавном Италијани, неки су дошли и из Баварске, Аустрије или Француске.

## Од касне ренесансе и маниризма до раног барока
Барокни стил је продро у Бохемију у првој половини 17. века. Праг је био један од главних центара маниристичке уметности (стил касне ренесансе, који је предвиђао рани барок) под Рудолфом II (1576–1611). Крајем његове владавине и за време владавине његовог брата Матије (1611–1619) у Прагу су изграђене неке касноренесансне или маниристичке грађевине са елементима раног барока. Али тешко је направити разлику између маниристичког стила и ранобарокног стила јер нема јасног прекида, па неки научници ове грађевине сматрају ранобарокним, док их други сматрају маниристичким.
Међу овим прелазним зградама је италијанска капела посвећена Узнесењу Богородице, која се налази поред бившег језуитског колеџа Клементинум саграђеног 1590-1600. за Италијане који живе у Прагу, по пројекту Италијана О. Маскарина. Иако је касноренесансна или маниристичка капела, веома је значајна за чешку барокну архитектуру због елиптичног тлоцрта који је много типичнији за барокну архитектуру него за рационални ренесансни стил.
Матијина капија Прашког замка, коју је пре 1614. године саградио вероватно Ђовани Марија Филипи, традиционално се сматра првом барокном грађевином у Прагу.

## Рани барок
Јасан барокни стил дошао је у чешку круну током Тридесетогодишњег рата (1618–1648) када је коначно заменио ренесансни стил. Барокни стил, који долази из католичке Италије, био је снажно подржан од стране богате католичке аристократије и католичке цркве, која је постала једина легална црква након 1627.
Архитекте раног барока у Чешкој су били странци, углавном Италијани.
Прва барокна палата у Прагу, а вероватно и прва у средњој Европи  саграђена је 1621–1630. за чешког племића, генерала царске војске у Тридесетогодишњем рату, Албрехта Валенштајна. Палату Валенштајн (чешки: Valdštejnský palác) су пројектовали и изградили италијански архитекти Ђовани Пјерони и Андреа Спеца и инспирисана је најновијом италијанском архитектуром свог времена, али се такође може видети утицај маниризма.
Црква Госпе Победоносне у Малој страни у Прагу сматра се првом барокном црквом у Прагу. Саградио је вероватно Ђовани Марија Филипи 1611–1613. за лутеране у стилу касне ренесансе. 1620-их година црква је постала католичка и обновљена је у стилу раног барока. Нова барокна фасада завршена је 1644. године.
Веома значајан архитекта раног барокног стила у Прагу био је Карло Лурађо, који је дошао из Италије и радио за језуите. Почео је да обнавља Клементинум и старију ренесансну цркву Светог Спаса у Старом граду, а за језуите је подигао цркву Светог Игњатија на Карловом тргу у Новом граду и цркву у Брезњицама. Саградио је замак Хумпрехт 1666-1668. са занимљивим елиптичним приземљем. Други италијански архитекта који се населио у Чешкој био је Франческо Карати, који је пројектовао палату Чернин у Прагу.
У стилу раног барока обновљена је резиденција оломоучког надбискупа у Кромјержижу од стране италијанско-швајцарског архитекте Филиберта Лукезеа, а потом италијанског Ђованија Пјетра Тенкала. Надбискупска палата Кромјержиж додата је на Унескову листу светске баштине.

Жан Батист Мате је био важан француски архитекта који је радио у земљама Бохемије. Његова дела укључују цркву Светог Фрање Серафа у Старом граду у Прагу и палату Троја, подигнуту у близини Прага за грофа Штернберга. Обновио је и Архиепископски двор у Прагу. Његови радови предочавају стил високог барока у Чешкој.
- Предња фасада цркве Светог Спаса Карла Лурага, 1650-1660.
- Предња фасада Клементинума Карла Лурага, 1650–1660.
- Замак Хампрехт, Карло Лураго, 1666–1668.
- Надбискупска палата Кромјержижа, Филиберто Лукезе, 1660-те.
- Палата Чернин, Франческо Карати, 1660-1680.
- Палата Троја, Жан Батист Мате, 1679–1685.
- Црква Светог Фрање Серафа у Старом граду у Прагу, Жан Батист Мате, 1679–1688.
- Црква Свете Маргарете у Јаромержицама на Рокитноу, крај 17. века.

## Високи барок
Период високог барока у Чешкој почиње око 1690. године и траје до средине 18. века. Архитекте тог времена углавном су рођени у Бохемији или Моравској, али су често били и страног порекла. Најзначајнији архитекти овог периода били су Кристоф Динценхофер, који је у Бохемију дошао из Баварске и живео у Прагу, и његов син Килијан Игнац Динценхофер. Познати су по свом стилу названом "радикални барок", који је инспирисан примерима из северне Италије, посебно делима Гварина Гваринија, и који настоји да изрази покрет. Карактерише га закривљеност зидова и пресецање овалних простора. Отац и син Динценхофер су заједно изградили 1702–1715. и 1737–1751. цркву Светог Николе у Малој страни у Прагу, по својој архитектури једну од најзначајнијих барокних цркава у Европи.
Други важни архитекти високог барока у земљама чешке круне били су Ђовани Батиста Алипранди, рођен у Италији, који је радио углавном за аристократију, Франтишек Максимилијан Канка и Јан Сантини Ајхел. Значајне су углавном Сантинијеве ходочасничке цркве Базилика Девице Марије у Кртињу и Светог Јована из Непомука у Ждјару и манастирска црква у Рајхраду.
Једна од најдрагоценијих високобарокних световних грађевина у Прагу је Палата Клам-Галас коју је 1714-1718. изградио познати аустријски архитекта Јохан Бернард Фишер фон Ерлах који је такође пројектовао барокну обнову замка Вранов на Дији у Моравској и фонтану у Брну.
У Прагу постоје и лепе високе барокне терасасте баште испод Прашког замка у Малој страни у Прагу: башта Ледебур, Мала и Велика башта Палфи, вртови Коловрат и Мали Фирстенберг. Још једна значајна терасаста башта у округу Мала Страна је Вртба башта.

Године 1714–1754. Стуб Светог Тројства у Оломоуцу изградили су Венцел Рендер и други грађани Оломоуца. Такође је уврштен на Унескову листу светске баштине.
- Стуб Светог Тројства у Оломоуцу
- Базилика Девице Марије у Кртињу, Моравска
- Унутрашњост цркве Светог Николе у Малој страни у Прагу, 1750–1760.
- Црква Светог Јована Непомука у Новом граду у Прагу, рад Килијана Игнаца Динценхофера, 1730-те.
- Предњи зид Лорете у Прагу од оца и сина Динценхофера, 1666–1668.
- Замак Карлова Коруна, Јан Сантини Ајхел и Франтишек Макмилиан Канка, 1721–1723.
- Замак Мнихово Храдиште, Марка Антонија Каневале, 1690-1720-е.
- Степениште Палате Клам-Галас у Прагу Ј.Б. Фишера фон Ерлаха, 1714–1718.
- Фонтана Парнас у Брну Ј.Б. Фишера фон Ерлаха, 1693–1695.
- Замак Вранов на Дији са куполом Ј.Б. Фишера фон Ерлаха, почетак 18. века.

### Барокна готика
Барокни готички стил је јединствена линија чешке уметности високог барока која повезује бохемијски радикални барокни стил са готичким елементима. Творац и главни представник овог стила био је бохемијски архитекта Јан Сантини Ајхел.
Ходочасничка црква Светог Јована из Непомука коју је 1720-их година у овом стилу саградио Јан Сантини Ајхел налази се на Унесковој листи светске баштине.
- Ходочасничка црква Светог Јована Непомука на Зеленој гори код Ждјара на Сазави изграђена 1720-их година
- Купола цркве у Кладрубију, Јан Сантини Ајхел, 1712–1726.
- Црква у манастиру Желив Јана Сантинија Ајхела, 1714–1721.
- Црква у Роудњицама на Лаби Октавија Брођа.
- Дрвени барокни готички намештај цркве Светог Гала у Поржичи на Сазави, Лазар Видеман, 1740-те.

## Касни барок и рококо
Каснобарокни стил био је уобичајен у земљама чешке круне за време владавине краљице Марије Терезије (1740–1780). У то време настаје рококо стил, који је веома сличан бароку, али се од њега разликује по орнаменталној декорацији. За време њене владавине неокласични стил је дошао у Чешку, а након њене смрти заменио је барокни стил.
Примери каснобарокне архитектуре (са елементима рококоа) у Прагу су Надбискупска палата или Палата Голц-Кински на Старом градском тргу. У стилу барокног класицизма Нову краљевску палату Прашког замка обновио је бечки архитекта Николо Пакаси у другој половини 18. века.